# Ramón Lobo
Ramón Lobo Leyder (Lagunillas, Zulia, Veneçuela - 23 de gener de 1955, Madrid, 2 d’agost del 2023) fou un periodista i escriptor espanyol.

## Biografia
Nascut a Maracaibo, Lobo emigrà el 1960 a Espanya i es crià a Madrid durant la dictadura franquista. Llicenciat en periodisme per la Universitat Complutense de Madrid, Lobo inicià la seva carrera professional treballant en diversos mitjans de comunicació com ara l'agència Pyresa, Radio Intercontinental, Heraldo de Aragón, Radio 80, Actual, La Voz de América, Expansión, Cinco Días, La Gaceta de los Negocios y El Sol. No obstant això, la faceta més coneguda de Lobo és la seva col·laboració amb el diari El País des del 1992. Va ser enviat especial en nombrosos conflictes (Argentina, Croàcia, Sèrbia, Bòsnia i Hercegovina, Iraq, Haití, Ruanda, República Democràtica del Congo, Nigèria, Guinea Equatorial, Uganda, Zimbabwe, Namíbia, Sierra Leone, Filipines). També col·laborava de manera habitual des del 2012 amb la Cadena SER, en el programa A vivir que son dos días. El 2022 rebé el premi internacional Cátedra Manu Leguineche.

## Obres
- El día que murió Kapuściński (Ed.Círculo de Tiza) ISBN 9788494913143 (2019)
- El héroe inexistente (Ed. Aguilar, otoño de 1999)
- Isla África (Seix Barral, 2001, ISBN 84-322-1103-6)
- Cuadernos de Kabul (RBA, 2010, ISBN 978-84-9867-782-9)
- El autoestopista de Grozni y otras historias de fútbol (KO, 2012, ISBN 978-84-939336-9-2)
- Todos náufragos (Ediciones B, 2015, ISBN 978-84-666-5825-6)